# Eupithecia deldaria
Eupithecia deldaria là một loài bướm đêm trong họ Geometridae.